# Simocarcinus pyramidatus
Simocarcinus pyramidatus is een krabbensoort uit de familie van de Epialtidae. De wetenschappelijke naam van de soort is voor het eerst geldig gepubliceerd in 1861 door Heller.